# Kōki Kumasaka
Kōki Kumasaka (熊坂 光希?, Kumasaka Kōki; Misato, 15 aprile 2001) è un calciatore giapponese, centrocampista del Kashiwa Reysol e della nazionale giapponese.

## Biografia
È nato a Misato, città localizzata nella prefettura di Saitama.

## Caratteristiche tecniche
Di piede destro, è un mediano dotato di buona fisicità, così come abile nel recupero palla.

## Carriera

### Club
Ha sempre giocato nel campionato di casa, indossando la maglia del Kashiwa Reysol.

### Nazionale
Viene convocato per la prima volta in nazionale maggiore da Hajime Moriyasu nel maggio 2025, in vista delle gare di qualificazione al campionato del mondo 2026 contro Australia e Indonesia. Presente in panchina (senza esordire) nella prima delle due partite, persa per 1-0 a Perth, il successivo 8 giugno subisce un infortunio all'allenamento preparatorio in vista della sfida contro i Tim Garuda.